# Fortunam criminis pudeat sui
La locuzione latina Fortunam criminis pudeat sui, tradotta letteralmente, significa si vergogni la fortuna del suo delitto. (Fedro)
Con questa espressione Fedro vuole dire che la fortuna dovrebbe vergognarsi di essere favorevole ai malvagi e contraria ai buoni: evidentemente già ai tempi del Poeta la fortuna faceva gli stessi scherzi che ai nostri giorni.

Quindi: "Maximae cuique fortunae minime credendum est." (Tito Livio, Storie, XXX, 30). (Non bisogna fidarsi mai della fortuna, ancorché massima).